# Somerovaara
Somerovaara är en kulle i Finland. Den ligger i Uleåborg och landskapet Norra Österbotten, i den centrala delen av landet, 600 km norr om huvudstaden Helsingfors. Toppen på Somerovaara är 120 meter över havet.
Terrängen runt Somerovaara är huvudsakligen platt. Runt Somerovaara är det mycket glesbefolkat, med 3 invånare per kvadratkilometer.